# Neologism
Neologism (grekiska neos "ny", "nymodig" och logos "ord", "lära") eller nyord (av ny och ord) är ett nybildat språkligt uttryck eller ett gammalt ord/uttryck använt i ny betydelse.

## Bakgrund
Ordet var ursprungligen en beteckning för ord inom medeltidslatinet som inte härstammade från Romarriket. Numera kan neologismer vara helt nya konstruktioner eller blandningar av arvord och lånord från samtliga språk. Ordet "nyord" har funnits i svensk skrift sedan 1914. Den alternativa benämningen neologism är hämtad från den protestantiska, av upplysningstidens tankar påverkade teologin neologi från slutet av 1700-talet.
Ibland kan det vara svårt att avgöra om ett ord är ett lånord eller neologism. Detta gäller till exempel onomatopoetiska ord: Gök till exempel hette på gammal svenska gucku. På franska heter det coucou, på tyska Kuckuk, på engelska cuckoo, på latin cuculus. Alla dessa ord, inkl. svenska gök, är härmningar av gökens läte.
Neologismer kan vara ett delsymtom vid diagnos av schizofreni.

## Orsaker, syften och funktioner
| Orsak                              | Syfte                                  | Funktion                       |
| ---------------------------------- | -------------------------------------- | ------------------------------ |
| Luckor i språket                   | Beteckna ny företeelse                 | Verbalisering                  |
| Luckor i språket                   | Generalisera/differentiera             | Verbalisering                  |
| Luckor i språket                   | Uttrycka sig neutralt                  | Informera                      |
| Luckor i språket                   | Uttrycka en värdering                  | Uttrycka sig                   |
| Luckor i språket                   | Skapa associationer                    | Estetisk eller manipulativ     |
| Luckor i språket                   | Ge komisk effekt                       | Estetisk eller manipulativ     |
| Luckor i språket                   | Variera                                | Estetisk                       |
| Luckor i språket                   | Få ett formellt och lätthanterligt ord | Kommunikativ, manipulativ      |
| Luckor i språket                   | Markera identitet                      | Social                         |
| Luckor hos sändare eller mottagare | Kompensera egna lexikala luckor        | Kommunikativ                   |
| Luckor hos sändare eller mottagare | Kompensera mottagarens lexikala luckor | Kommunikativ                   |
| Förlaga på annat språk             | Översättning                           | Samtliga funktioner (indirekt) |